# La Moderna Araucanía
La Moderna Araucanía fue una de las primeras organizaciones mapuches fundadas en la actual Región de la Araucanía en Chile. Se caracterizó por una orientación de integración a la sociedad chilena, así como su énfasis en la educación y el progreso.

## Historia
La organización fue fundada en Cunco el 20 de enero de 1916 por 15 miembros fundadores, destacando como presidente Antonio Chihuailaf Huenulef, por entonces de 17 años mientras aún cursaba su educación secundaria. Obtuvo su personalidad jurídica el 1 de febrero de 1918, orientándose desde entonces a la educación de la población mapuche, así como a la ayuda mutua. Una de las motivaciones de esta fundación estuvo en el impacto de la Concesión Silva-Rivas (1905), una concesión de tierras a capitales chilenos en la zona en Allipén, Cunco y Llaima, donde una docena de comunidades se vieron afectadas por pérdidas de terrenos en sus reducciones.

En 1926 la sociedad se vincula estrechamente con la Unión Araucana, fundada ese mismo año por el sacerdote capuchino Guido Beck de Ramberga, la que pasa a ser liderada por Chihuailaf. No obstante, esta asociación finaliza el año 1930, luego del apoyo dado por el religioso a la Ley de Propiedad Austral dictada por el gobierno de Carlos Ibáñez del Campo. Posteriormente, en 1938 participa de la conformación del Frente Único Araucano, espacio liderado, entre otros dirigentes, por Andrés Chihuailaf, hermano de Antonio, y con una orientación de apoyo al Frente Popular. Al margen de sus alianzas, Chihuailaf proyectaba La Moderna Araucanía como un espacio orientado a la educación y al progreso mapuche desde posiciones institucionales.
Nuestros antepasados se defendieron de sus derechos usando con bravura la lanza. Hoy, nosotros, los modernos araucanos, defendemos nuestros intereses valiéndonos también de la pluma. Estamos decididos a encauzar nuestra acción emancipadora dentro de la razón y de la justicia.
En 1957 administraba seis escuelas, con una matrícula de más de quinientos alumnos, a los que una vez finalizada su enseñanza, también apoyaba para poder continuar estudios de especialización de nivel técnico.
Una de sus últimas apariciones se registra en septiembre de 1973, cuando junto con la Confederación de Sociedades Araucanas, declara su apoyo al golpe militar que derroca al gobierno de Salvador Allende.